# Aluta aspera
Aluta aspera là một loài thực vật có hoa trong Họ Đào kim nương. Loài này được (E.Pritz.) Rye & Trudgen mô tả khoa học đầu tiên năm 2000.